# Torpedo ligero Mark 54 MAKO
El torpedo Mark 54 MAKO Lightweight Torpedo es un torpedo ligero antisubmarino fabricado en Estados Unidos para la US Navy.

## Desarrollo
Fue diseñado por la compañía Raytheon junto con la Armada de los Estados Unidos para sustituir a los torpedos Mark 46 y Mark 50.

## Características
Es un torpedo de guiado por sonar activo/pasivo, alcanza los 40 nudos de velocidad y es lanzable tanto desde buques de guerra como desde aeronaves (como el P-8 Poseidon). Combina el sistema de guiado del Mark 50 con el sistema de propulsión del Mark 46. Tiene un peso de 276 kg y es capaz de montar una cabeza de guerra con 44 kg de alto explosivo.

## Usuarios
- Estados Unidos. Usuario principal.
- Australia. Adquirido por la Royal Australian Navy.[1]
- Brasil. Aprobada su venta en 2020.[2]
- Corea del Sur. Aprobada su venta en 2022.[4]
- España. Aprobada la adquisición de 30 unidades para dotar a las futuras fragatas F-110 de la Armada (en fase de construcción).